# Lithocarpus dealbatus
Lithocarpus dealbatus är en bokväxtart som först beskrevs av Joseph Dalton Hooker, Thomas Thomson och Friedrich Anton Wilhelm Miquel, och fick sitt nu gällande namn av Alfred Rehder. Lithocarpus dealbatus ingår i släktet Lithocarpus och familjen bokväxter.

## Underarter
Arten delas in i följande underarter:
- L. d. dealbatus
- L. d. leucostachyus